# Alchemilla trabzonica
Alchemilla trabzonica är en rosväxtart som beskrevs av S. Hayirlioglu-ayaz och O. Beyazoglu. Alchemilla trabzonica ingår i släktet daggkåpor, och familjen rosväxter. Inga underarter finns listade i Catalogue of Life.